# Nantucket Memorial Airport

i7
i11
i13
Der Nantucket Memorial Airport (IATA-Code: ACK, ICAO-Code: KACK) ist ein öffentlicher Flughafen an der Südküste der Insel Nantucket im US-amerikanischen Bundesstaat Massachusetts. Der Flughafen wird durch die Gemeinde Nantucket betrieben, von welcher er 5 km in südöstlicher Richtung entfernt liegt. Nach dem Flughafen Boston-Logan ist er der Flughafen mit den meisten Flugbewegungen in Massachusetts.

## Fläche und Pisten
Der Flughafen Nantucket umfasst eine Fläche von 490 ha mit drei Start- und Landebahnen:
- 06/24: 1921 × 46 m Asphalt
- 12/30: 822 × 15 m Asphalt
- 15/33: 1219 × 30 m Asphalt

## Terminals und Infrastruktur
Im Jahre 2009 wurde der Terminal für insgesamt 28 Millionen USD ausgebaut. Der Flughafen hat acht Parkpositionen für die Cessna 402 der Cape Air, außerdem gibt es auch größere Parkpositionen für die E190 der Jetblue Airways, die CRJ200 der US Airways und der Delta Air Lines, und für die De Havilland DHC-8-200 der United Airlines.

## Zwischenfälle
- Am 15. August 1958 wurde eine Convair CV-240-2 der Northeast Airlines (Luftfahrzeugkennzeichen N90670) bei einer Sicht von nur 200 Metern in dichtem Nebel 450 Meter vor der Landebahnschwelle des Nantucket Airport in den Boden geflogen. Von den 34 Insassen kamen 25 ums Leben.[2][3]